# باربرا ديمنغ
باربرا ديمنغ (بالإنجليزية: Barbara Deming)‏ هي كاتِبة وصحفية أمريكية، ولدت في 23 يوليو 1917 في نيويورك في الولايات المتحدة، وتوفيت في 2 أغسطس 1984 في Sugarloaf Key ‏ في الولايات المتحدة.